# John Neal
John Neal (13 tháng 4 năm 1932 – 23 tháng 11 năm 2014) là một cầu thủ và huấn luyện viên bóng đá người Anh.

## Thống kê huấn luyện
| Đội           | QG    | Từ                 | Tới                 | Thành tích | Thành tích | Thành tích | Thành tích | Thành tích | Thành tích |
| Đội           | QG    | Từ                 | Tới                 | Tr         | T          | H          | B          | %Thắng     |            |
| ------------- | ----- | ------------------ | ------------------- | ---------- | ---------- | ---------- | ---------- | ---------- | ---------- |
| Wrexham       | Wales | 1 tháng 9 năm 1968 | 19 tháng 5 năm 1977 | 474        | 199        | 125        | 150        | 041,98     |            |
| Middlesbrough | Anh   | 1 tháng 5 năm 1977 | 31 tháng 5 năm 1981 | 196        | 69         | 52         | 75         | 035,20     |            |
| Chelsea       | Anh   | 1 tháng 5 năm 1981 | 11 tháng 6 năm 1985 | 204        | 84         | 61         | 59         | 041,18     |            |
| Tổng          | Tổng  | Tổng               | Tổng                | 874        | 352        | 238        | 284        | 040,27     |            |